# Беліш (страва)
Беліш (башк. бәлеш, тат. бәлеш, bәleş) —  в башкирській і татарській кухні — печений пиріг з прісного тіста з різноманітною начинкою.
Начинку частіше роблять з м'яса, нарізаного шматочками і змішаного з картоплею або в рідкісних випадках з пшоном або рисом, іноді у вигляді страви, що готується в горщику з «кришкою» з прісного тіста.
В башкирській і татарській кухні поширені і різновиди беліша: вак-беліш (башк. ваҡ-бәлеш, тат. вак-бәлеш, waq-bәleş — «маленький беліш») — печений круглий пиріжок за формою близький до перемячу, зазвичай з дріжджового тіста, і зур-беліш (башк. ҙур бәлеш, тат. зур бәлеш — «Великий беліш») — беліш з бульйоном.
Беліш готується з великою кількістю начинки. Беліши бувають круглими, діаметром 15-25 см, або чотирикутними, зі стороною квадрата близько 20 см. Нижню скоринку їх (бәлеш тобе), як і у перемячей, загинають вгору до висоти 7-10 см, поступово звужуючи, але не замикаючи зверху. Тут зазвичай залишають отвір діаметром в 2-3 см. В цілому беліш має форму зрізаного конуса чи зрізаної чотиригранної піраміди зі злегка сферичними бічними поверхнями.
Беліш готують переважно з прісного пшеничного тіста. Начинку роблять з різноманітних продуктів. Основними є: беліш з шматочками жирного м'яса (яловичини, гусятини, м'яса качок, гусячих потрохів), змішаних з напівсирим пшоном, рисом або з нарізаними шматочками сирої картоплі. Все це присмачується цибулею і перцем. Цією начинкою, ретельно перемішаної заповнюють весь внутрішній простір беліша доверху, після чого закривають вказаний отвір пробкою з тіста. З огляду на те, що круглий беліш нагадує верхню частину кибитки, отвір на його вершині називають тенлек (димовий отвір в юрті). Беліш печуть на сковороді в печі досить тривалий час. Коли нижня кірка присмажується, всередину беліша для соковитості наливають м'ясний бульйон. Тому подібний тип цієї випічки іноді називають  шурпали беліш  (башк. Һурпали бәлеш — «беліш з бульйоном»).